# Cryptocarya insularis
Cryptocarya insularis là loài thực vật có hoa trong họ Nguyệt quế. Loài này được Vasudeva Rao & Chakrab. miêu tả khoa học đầu tiên năm 1985.